# Вале (Лодзинське воєводство)
Вале (пол. Wale) — село в Польщі, у гміні Черневиці Томашовського повіту Лодзинського воєводства.
Населення — 141 особа (2011).
У 1975-1998 роках село належало до Пйотрковського воєводства.

## Демографія
Демографічна структура станом на 31 березня 2011 року:
|          | Загалом | Допрацездатний вік | Працездатний вік | Постпрацездатний вік |
| -------- | ------- | ------------------ | ---------------- | -------------------- |
| Чоловіки | 70      | 14                 | 50               | 6                    |
| Жінки    | 71      | 18                 | 32               | 21                   |
| Разом    | 141     | 32                 | 82               | 27                   |